# HMAS Air Faith
HMAS „Air Faith” – pomocniczy okręt ratowniczy Royal Australian Navy z okresu II wojny światowej. W 1949 został przekazany do Royal Australian Air Force (RAAF).

## Historia
HMAS „Air Faith” został zbudowany w stoczni South Coast Company w Newport Beach w Kalifornii z numerem kadłuba C26647. Należał do łodzi ratunkowych typu Miami model 314 w RAN klasyfikowanych jako „63-foot air-sea rescue vessel” (dosł. 63-stopowa jednostka ratownicza). Do Australii przybył na pokładzie „Cecil G. Sellars”. Do służby wszedł 8 lutego 1945. W służbie RAN okręt stacjonował w Jacquinot Bay i Torokina.
Został wycofany ze służby 20 sierpnia 1946. W 1949 został przekazany do służby w RAAF, gdzie otrzymał oznaczenie „02-101”. W 1965 okręt został zwrócony do RAN, a następnie sprzedany w 3 lipca 1968.
W rękach prywatnych, już jako „Air Faith”, statek został przebudowany jako luksusowy jacht motorowy pływający po Sydney Harbour.